# Howard DGA-15
Howard Aircraft Corporation DGA-15 là một loại máy bay vận tải dân sự sản xuất ở Hoa Kỳ giai đoạn 1939-1944.

## Biến thể
DGA-15J
DGA-15P
DGA-15W

### Định danh quân sự
GH-1
GH-2 Nightingale
GH-3
NH-1
UC-70
UC-70B

## Tính năng kỹ chiến thuật (UC-70)
Đặc điểm tổng quát
- Kíp lái: 1
- Sức chứa: 3-4 hành khách
- Chiều dài: 25 ft 8 in (7,82 m)
- Sải cánh: 38 ft 0 in (11,58 m)
- Chiều cao: 8 ft 5 in (2,57 m)
- Diện tích cánh: 210 ft² (19,5 m²)
- Trọng lượng rỗng: 2.700 lb (1.225 kg)
- Trọng lượng có tải: 4.350 lb (1.973 kg)
- Trọng lượng cất cánh tối đa: 4.350 lb (1.973 kg)
- Động cơ: 1 × Pratt & Whitney R-985, 450 hp (336 kW)

 Hiệu suất bay 
- Tốc độ không vượt quá: 235 knot (270 mph, 437 km/h)
- Vận tốc cực đại: 175 knot (201 mph, 323 km/h)
- Tầm bay: 1.095 nm (1.260 mi, 2.028 km)
- Trần bay: 21.000 ft (6.555 m)
- Vận tốc lên cao: 1.800 ft/phút (550 m/phút)
- Tải trên cánh: 21,3 lb/ft² (104,7 kg/m²)
- Công suất/trọng lượng: 0,100 hp/lb (0,165 kW/kg)